# Почтека

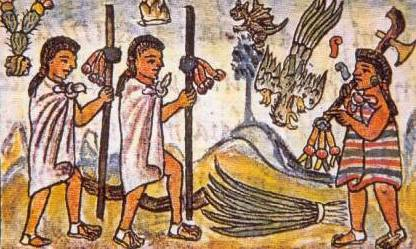
Почтека

Почтека — представники професійної, державної торгівлі в Імперії ацтеків. Сформувалися наприкінці XV ст. Забезпечували великі обсягі торгівлі в середині держави, а також зовнішні торгівлені відносини. Водночас мали функції розвідників. Звідси їх друга назва оцтомекі.

## Характеристика
Почтеки були професійні торговці, зайнятими переважно зовнішньою торгівлею. Вони перебували на службі у тлатоані (потім великого тлатаоні), фактично виконували функції імперських торговельних агентів. В цьому їх порівнюють з тамкарами Стародавнього Вавилону.
Вони отримували товар зі складів володаря, з тим щоб продати або обміняти його в інших державах або віддаленних область імперії. Їх служба прирівнювалася до військової, оскільки, вирушаючи в торговельну експедицію, вони виконували функції шпигунів, розвідників, які вивчали мову, суспільну ситуацію, шляхи в тому чи іншому районі. Звідси їх називали також оцтомеки (або озомекі). Вбивство оцтомеків вважалося достатнім приводом для початку війни. Водночас сама торговельна діяльність почтеків нерідко поєднувалася з грабунком і розбоєм — при нагоді самі почтека могли вчинити розбій, пограбування, захоплення, крадіжку людей. Торгівці також були добре озброєні й мали військові навички. Так, наприкінці правління великого тлатаоні Ахвіцотля на торговельний караван, який рушив до міста Айтлан (кордон сучасних Мексики та Гватемали) напали загони з міста Теуантепека. Але торгівці відбили спроби захопити їх майно, витримали облогу у місті Куаутенанко, а потім своїми силами оволоділи містом Айотлан.
Торговельні операції почтека були двох видів. Один був пережитком давнього звичаю обміну подарунками між вождями. Почтека, прийшовши в кінцевий пункт призначення, викладали перед місцевим володарем те, що ними отримано зі складів тлатоані. Так було, наприклад, у випадку обміну між Теночтітланом і Шікаланко при тлатоані Ахвіцотль. Почтека з Теночтітлана запропонували тоді правителю Шікаланко ремісничі вироби (золоті речі, коштовний одяг). Вождь Шікаланко дав натомість коштовне камені, пір'я тропічних птахів, морські мушлі, панцири морських черепах, шкури диких тварин, какао та ін. У такій своїй якості почтека-оцтомеки повною мірою відповідали ролі торгових агентів тлатоані. Водночас ці самі торговці доставляли товари для простих людей: обсидіанові і мідні сережки, крем'яні ножі, гарбуза, кошеніль, голки, галун, пух і шкури кроликів, запашні трави, рабів.
Разом з товар, отриманим від великого тлатаоні, почтека привозили власний, поєднуючи, державну і приватну комерцію. Тому, перебуваючи на службі у володаря ацтеків і отримуючи від нього винагороду, почтека платили великому тлатоані податок тими власними товарами, якими зазвичай торгували.

### «Гільдії» почтека
З часом почтека об'єдналися у своєрідні групи, яких іспанці називали гільдіями. Фактично це були кастові групи в ацтекському суспільстві.
Відомо про 12 міст — найбільших торгових центрів Мексиканської долини, де були асоціації («гільдії») професійних купців-почтека. Це Теночтітлан, Тлателолко, Тескоко, Коатлічан, Чалко, Отомпан, Уіцілопочко, Мішкіоак, Аскапоцалько, Ісокані, Тлакопан, Куаутітлан.
Почтека з гільдій п'яти міст: Теночтітлана, Тлателолко, Аскапоцалько, Куаутітлан і Уіцілопочко — мали право вести зовнішню торгівлю (останні 3 лише під контролем Теночтітлана та Тлателолко), а інші тільки внутрішню торгівлю.

## Торговельні експедиції
У зв'язку з великою небезпекою для життя, яку представляли торгові експедиції, почтекі споряджалися в похід як на війну. Вони здійснювали особливий релігійний обряд перед вівтарем бога-покровителя Якатекутлі, що був одним із втілень великого бога Кецалькоатля. Весь той час, поки почтека були в експедиції, їхні близькі також виконували ритуали, покликані сприяти гарному результату експедиції.
У похід зазвичай відправлялися вночі від будинку старшого по експедиції. Вантаж несли на спеціальних ношах (какакстле). Бавовна, маїс та ін. Переносили в петлакаллі, особливих тюках, коробах, зроблених з очерету, покритого шкурами, що захищало товар як від сонця, так і від дощу. Вага вантажу ретельно перевіряли, намагаючись, щоб його можна було донести. В залежності від відстані вона становила від 23 до 50 кг.
Через відсутність тяглових тварин і колісного транспорту до складу експедиції входило велика кількість носильників. Тламеме — професійні носильники займали найнижчі щаблі соціальної драбини суспільства. Роль носильників виконували іноді і раби. Для зручності тламеме використовували особливе пристосування, так зване моемекапаль, яке прикріплялося до лоба. За день почтека з носильниками проходили від 27 до 500 км.
Для поліпшення пересування почтека держава опікувалося дорогами, омстами та зводила спеціальні заїжджі двори. В межах Мексиканської долини, де існували численні озера, почтека користувалися човнами-каное та плотами. Тут товар перевозили у 25 разів швидше.
Кожен почтека ніс особливий чорний посох, що уособлював бога-покровителя торговців Якатекутлі, за допомогою якого сподівалися уникнути небезпеки і взагалі заручитися його підтримкою. Коли наставав час ночівлі, почтека збирали всі ці ціпки-реліквії разом і скоювали спеціальний релігійний обряд, що полягав в тому числі і з ритуального самокатування — жертвування своєї крові божеству, яку добували за допомогою уколів колючкою агави.
Оскільки за мирним проникненням ацтеків, зазвичай йшла окупація, тому почтекам заборонялося входити на територію майя та тараски (крім визначених пунктів міжнародної торгівлі).
Повернувшись з торговельної експедиції, оцтомеки здійснювали релігійний ритуал, давали повний звіт імператору. Про результати походу вони доповідали і керівникам так званих купецьких «гільдій».